# غونتر فون هاغنس
غونتر فون هاغنس (بالألمانية: Gunther von Hagens) ولد في 10 يناير 1945، عالم تشريح ألماني الجنسية أخترع تقنية تحافظ على عينات الأنسجة البيولوجية تسمى تطرية. وقد نظم العديد من المعارض العامة منها معرض عوالم الجسم وعروضًا لعمله وعمل زملائه، وسافر في جميع أنحاء العالم للترويج لقيمته التعليمية. كان الحصول على العينات البيولوجية لمعارضه مثيرًا للجدل، لكنه يصر على أن الموافقة المستنيرة قد أعطيت قبل وفاة المتبرعين، وتم توفير وثائق مستفيضة لذلك.

## روابط خارجية
- غونتر فون هاغنس على موقع IMDb (الإنجليزية)
- غونتر فون هاغنس على موقع مونزينجر (الألمانية)
- غونتر فون هاغنس على موقع ميوزك برينز (الإنجليزية)
- غونتر فون هاغنس على موقع إن إن دي بي (الإنجليزية)
- غونتر فون هاغنس على موقع قاعدة بيانات الفيلم (الإنجليزية)